# رابرت وودرو ویلسون
رابرت وودرو ویلسون (به انگلیسی: Robert Woodrow Wilson) ‏ (زاده ۱۰ ژانویه ۱۹۳۶) یک ستاره‌شناس آمریکایی است که در سال ۱۹۷۸، برنده جایزه نوبل در فیزیک شد. رابرت وودرو ویلسون و آرنو آلان پنزیاس در سال ۱۹۶۴ برای نخستین بار تابش زمینه کیهانی را کشف کردند؛ البته جایزه نوبل به سومین دانشمند یعنی پیوتر کاپیتسا بخاطر کارهای نامربوط و کمک‌هایش هم تعلق یافت.
آنها در هنگام کار در گونه جدید شاخه آنتن هولمدل در آزمایشگاه‌های بل در شهرستان هولمدل، منشا صدا را در هواکره یافتند که نمی‌توانستند آن را توضیح دهند.آنها پس از از بین بردن تمام منابع صدا در اطرافشان، سرانجام توانستند صدای تابش زمینه کیهانی را بشنوند.این کشف آنها یک نکته مهم برای اثبات مهبانگ است.